# Giocatojo
Giocatojo település Franciaországban, Haute-Corse megyében. Lakosainak száma 50 fő (2022. január 1.). Giocatojo Ortiporio, Casabianca és Poggio-Marinaccio községekkel határos.

## Népesség
A település népességének változása:
| Lakosok száma | 69   | 41   | 32   | 47   | 46   | 46   | 49   | 54   | 53   | 50   |
|               | 1968 | 1982 | 1990 | 2006 | 2013 | 2015 | 2017 | 2019 | 2020 | 2022 |